# SMASH WAVE
『SMASH WAVE』（スマッシュ ウェーブ）は、FM福岡で月曜 - 木曜の16:00 - 18:30にFM FUKUOKA1階アクサダイレクトスタジオにて放送していたラジオ番組。パーソナリティはEIJI。
1998年に『SMASH WAVE p.m.4』として開始。後に現在のタイトルとなった。
この番組の特徴はよくリスナーと電話をつなぎ話すことである。また、番組の終わり頃にはリクエストをすべて集計してトップ5をランキング方式で放送したり、ラストソングリクエストに採用されるとプレゼントがもらえる。
2009年9月24日番組内にて、当月末で番組が終了することが告知された。
後継番組『Hyper Night Program GOW!!』（月曜 - 木曜 16:30 - 20:55）が6階Aスタジオからの放送となった一方、『SUPER RADIO MONSTER ラジ★ゴン』の放送時間が30分延長されたため、金曜の『BUTCH COUNTDOWN RADIO』を除き、アクサダイレクトスタジオからの放送が16:25までとなった。

## 主なコーナー
- スマッシュ・ナウ（曜日ごとに音楽、映画などのジャンルに沿った最新情報を紹介）
- EIJI食堂（リスナーと電話をつないで簡単料理を教えてもらう）⇒新番組Hyper Night Program GOW!!にて「食堂GOW!!」として継続
- エイジズ・チョイス（EIJIが毎日お薦めの曲を紹介）⇒新番組Hyper Night Program GOW!!にて「DJ'sチョイス」として継続
- TODAY'S GUEST（プロモーションで来福するアーティストゲストが主に登場。ゲストがいない場合はリスナーと電話をつないでトーク）⇒新番組Hyper Night Program GOW!!にて継続
- ラジオ劇団『小さな奇跡』（TOKYO FM製作）
- 相談!パラダイス（リスナーの悩みや疑問に答えるコーナー）
- DJ・EIJIのファイトコール
- ラストソングリクエスト